# Basílica
|  | Aquest article tracta sobre l'edifici. Vegeu-ne altres significats a «Basilica». |

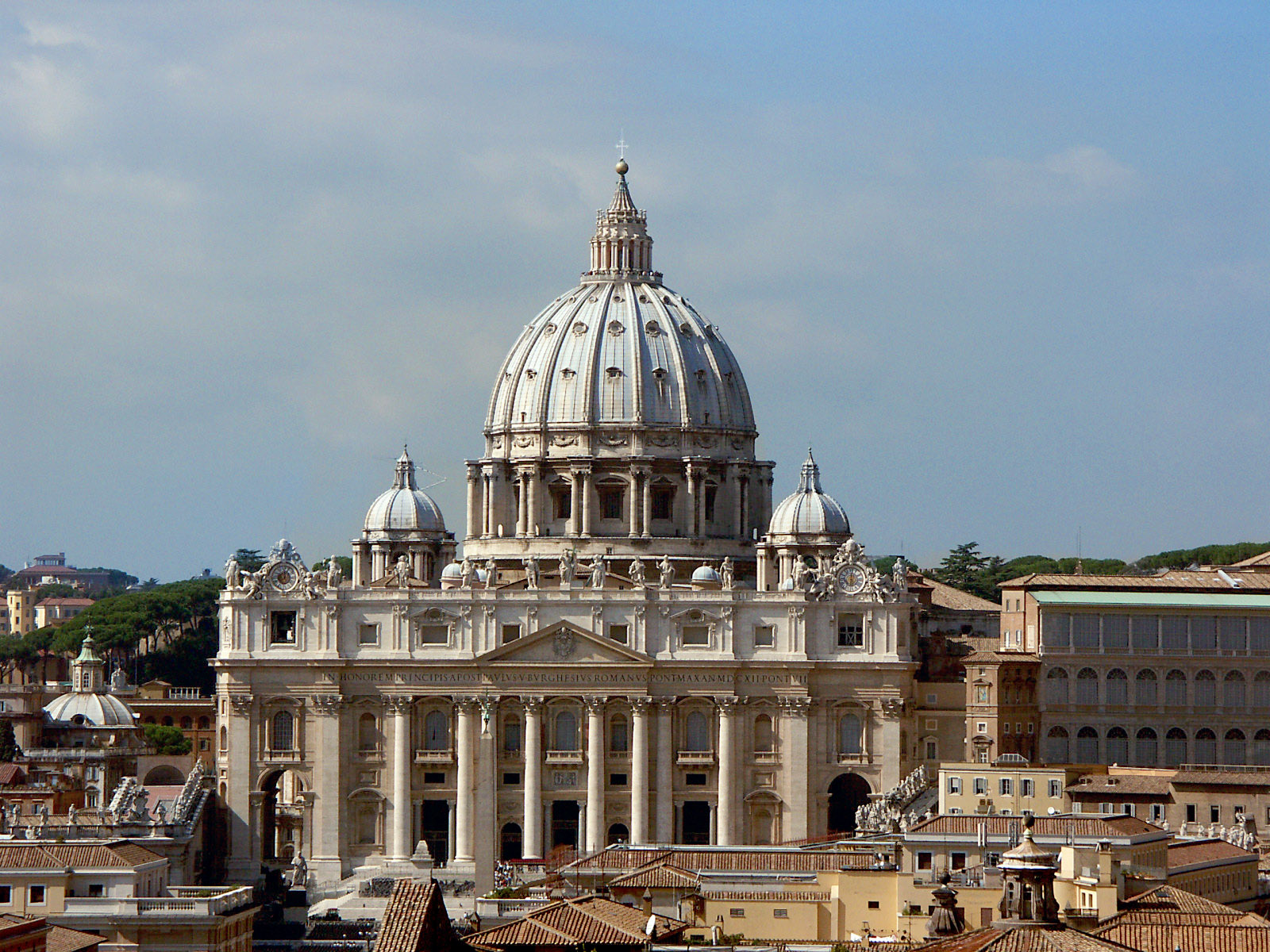
Basílica Major de Sant Pere, Vaticà, seu del Papa de l’Església Catòlica. És un edifici de planta central amb una nau basilical allargada

Avui dia una basílica és una església catòlica rellevant per algun motiu i que gaudeix d'un estatus especial atorgat pel Papa de Roma. A l'antiguitat romana, una basílica era un gran edifici públic rellevant a la vida social.

## Història
Originalment una basílica era un edifici públic típic de la civilització romana que tenia un ús econòmic i jurídic. Amb la progressiva expansió del cristianisme, aquesta religió va adoptar la mateixa estructura arquitectònica, la "planta basilical", per construir els nous edificis paleocristians que havien d'hostatjar les seves cerimònies: una nau central, més gran en amplada i alçada que les laterals, que en podien ser 2 o fins i tot 4, fent un total de 3 o 5 naus. A la central s'hi poden obrir galeries de finestres. L'enteixinat solia ser pla amb una coberta d’estructura de fusta i teulada ceràmica, però això evolucionaria passant a construir-se de pedra. Els dos costats curts solien ser plans, però a vegades s'hi construïen afegits en forma d'exedra semicircular, un precedent de l'absis de les esglésies cristianes.

## Etimologia
El nom té el seu origen en el terme llatí basilica que alhora deriva del grec βασιλική (basiliké) que significa «reial», i que és una el·lipsi de l'expressió completa βασιλική οἰκία (basiliké oikía) que significa «casa reial», o «la sala del basileu». El basileu és una paraula que s'aplica a la màxima autoritat, ja sigui un rei o, en el cas de la Roma Republicana, un cònsol o la persona en qui aquest delegués.

## La basílica de l'antiga Roma

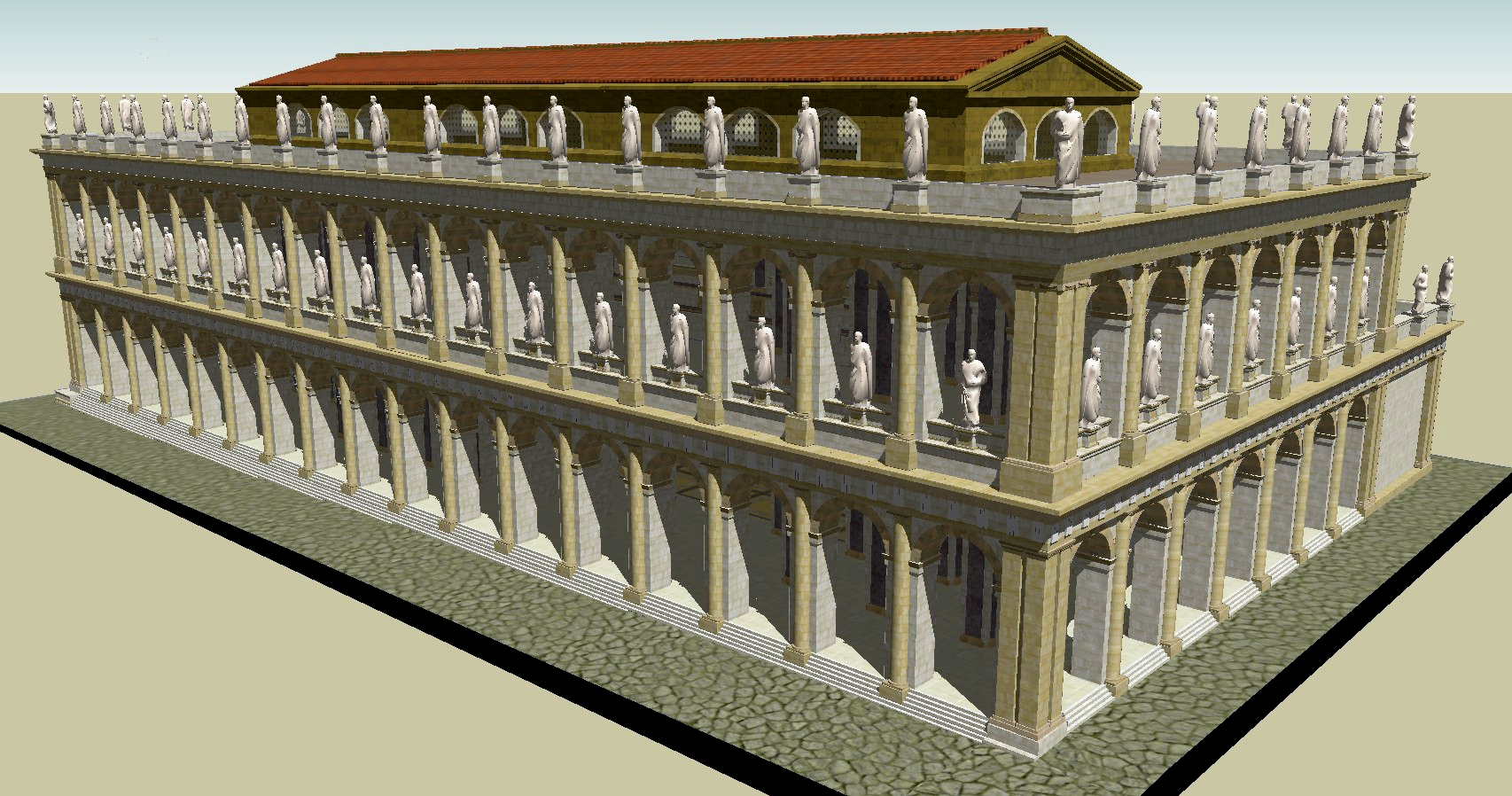
Basílica Júlia

L'edifici originalment servia per a les transaccions comercials a gran escala i era també com una mena de jutjat. Els seus orígens són de l'època republicana; n'era un exemple la Basílica Emília (179 aC), dins del Fòrum Romà.
La basílica per als antics romans era una gran sala pública construïda al centre de la ciutat per a fer trobades d'homes de negocis i per a instal·lar el tribunal quan calia fer judicis. Generalment eren de planta rectangular i de considerable altura, la nau principal estava voltada per dos ambulatoris separats per fileres de columnes. Aquesta sala polivalent, en cas d'haver-se de fer servir el mateix dia per a més d'una funció, es posava una cortina entre columnes. Encara que estaven al fòrum de la ciutat, envoltades d'edificis, eren molt lluminoses perquè tenien finestres a la part de dalt. De vegades en un extrem hi havia una exedra on s'hi col·locava el tribunal i l'efígie de l'emperador. Aquestes basíliques portaven el nom del seu promotor, que podia ser un home ric, un cònsol que volia augmentar el seu prestigi o, en temps de l'imperi, el mateix emperador. La primera fou la basílica Pòrcia. El nom podria no haver-li donat aquest censor sinó els grecs ieràpetres que van anar a Roma demanant justícia i se'ls va atendre aquí.
Al Fòrum Romà s'hi van construir les següents basíliques:
- Basílica Pòrcia: construïda el 184 aC, erigida per iniciativa personal de Marc Porci Cató Censorí com a espai oficial per al tribú de la plebs.[4]
- Basílica Emília, construïda pel censor Marc Emili Lèpid l'any 179 aC.
- Basílica Semprònia, construïda pel censor Tiberi Semproni Grac III, l'any 169 aC.
- Basílica Opímia, erigida probablement pel cònsol Luci Opimi l'any 121 aC.
- Basílica Júlia, ocupant el lloc de l'antiga Semprònia, amb l’obra iniciada el 46 aC per Juli Cèsar i enllestida en temps d'August entre 27 aC i el 14 dC.
- Basílica Argentària, també dita basílica Úlpia, erigida per iniciativa de Marc Ulpi Trajà, emperador del 98 al 117 dC., i que es va fer amb dues exedres als costats curts dela planta.
- Basílica de Maxenci iniciada durant el mandat de Maxenci i acabada en temps de Constantí I el Gran, entre el 308 i el 312 dC.

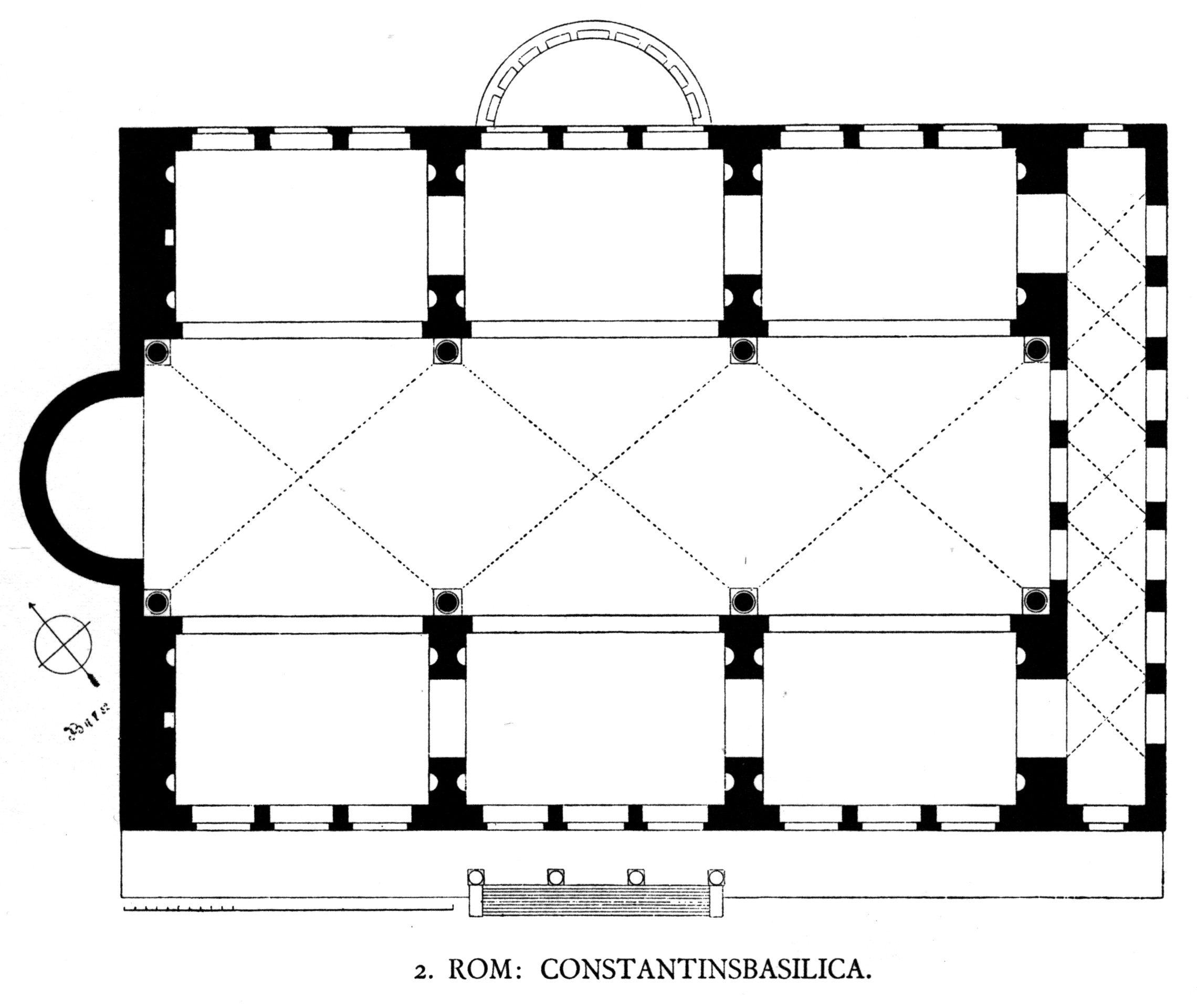
Planta de la basílica de Maxenci (Roma), també coneguda com basílica de Constantí.

Als Països Catalans hi ha constància de la basílica d'Empúries.

## La basílica cristiana

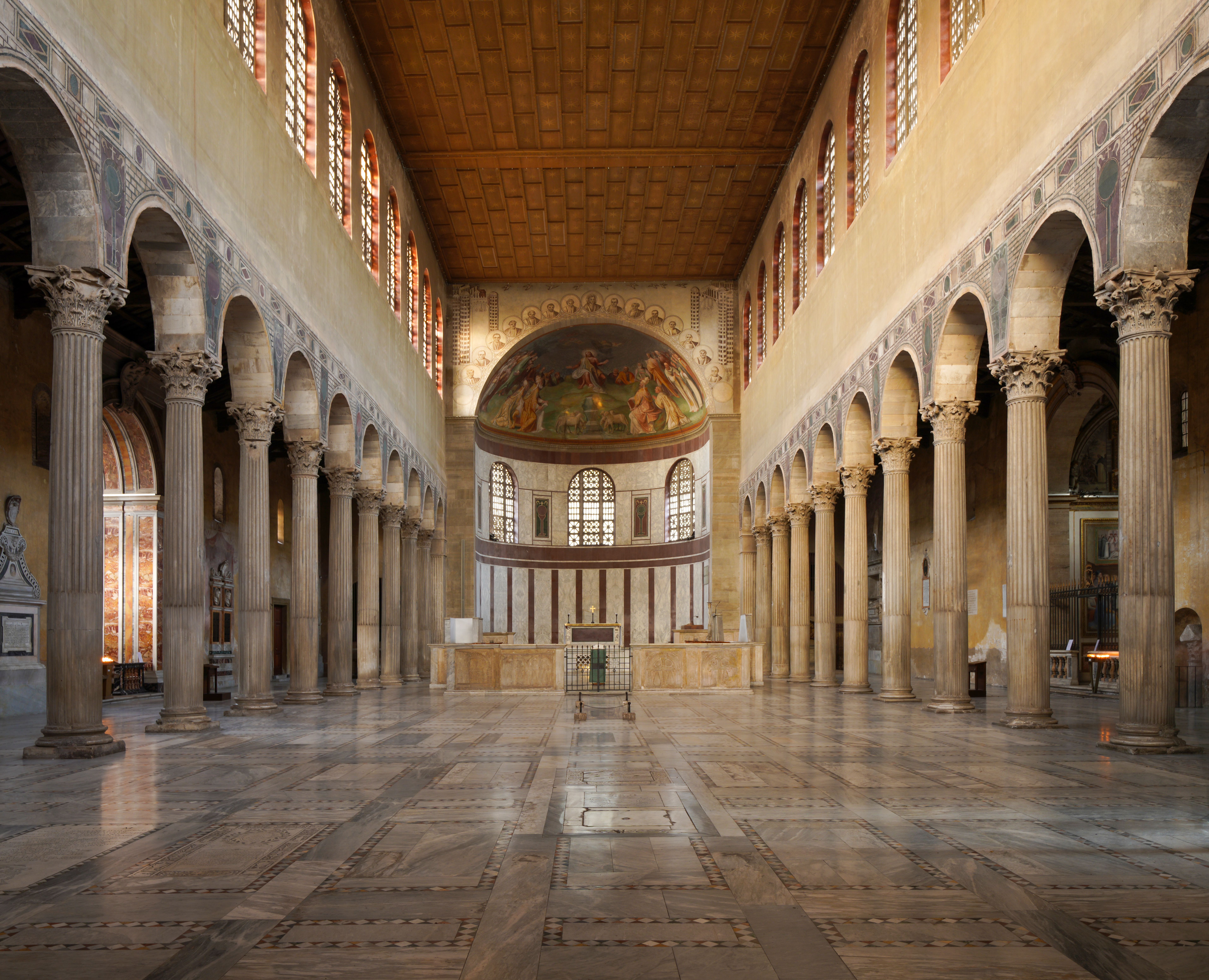
Basílica de Santa Sabina a Roma, construïda al segle V

Aquest model d'estructura va ser aprofitat pel mateix Constantí com a model per construir els primers centres de culte cristians que ell mateix va patrocinar: Sant Pere del Vaticà i Sant Joan del Laterà, a la ciutat de Roma. De fet, en molts casos, els mateixos edificis romans es varen utilitzar com a recinte religiós oficial per a la celebració de la litúrgia. No endebades els primers edificis dedicats al culte cristià s'anomenaven basíliques, i no pas esglésies. Era una construcció que s'adaptava bé al caràcter assembleari de la litúrgia cristiana i al fet que aquesta mena d'espais permet acollir grans quantitats de fidels distribuïts per les naus, remarcant l’atenció en qui presideix la cerimònia situat a l'absis o presbiteri que encapçala el conjunt.
Amb l'establiment del cristianisme com a religió oficial única de l'imperi es construïren basíliques noves amb una funció directament religiosa. Sovint en àrees de cementiris a la sortida de les ciutats romanes, ja sigui pel tradicional culte als màrtirs, o perquè eren zones de fàcil edificació. En qualsevol cas, tant les esglésies com el palau episcopal adjacent van esdevenir el centre del poder en època tardoromana i visigòtica.
Actualment, el terme "basílica" queda reservat només per a certes esglésies rellevants per algun motiu especial, generalment grans o importants, a les quals s'han atorgat ritus especials i privilegis en matèria de culte. En aquest sentit s'utilitza avui la denominació sobretot des del punt de vista religiós, i no tant com a tipologia arquitectònica. El papa és l'única persona amb potestat per concedir el títol de basílica a un temple.

### Basílica major i menor
Només hi ha quatre basíliques amb el rang de basílica major (o arxibasílica), totes elles situades a la ciutat de Roma: Sant Pere del Vaticà, Sant Joan del Laterà, Santa Maria Major i Sant Pau Extramurs. Totes les altres basíliques ostenten el rang de basílica menor, i n'hi ha més de 1.500 a tot el món.

## Basíliques dels Països Catalans

### Basíliques de Catalunya
Historiadors com el Dr. Àngel Fàbrega indiquen que cap a mitjan segle iv Barcelona ja tenia basílica episcopal, corresponent a la Catedral de la Santa Creu i Santa Eulàlia. A la ciutat de Barcelona hi ha un total de nou basíliques, sis de les quals reberen aquest títol durant el segle xx, i dues més en el segle XXI: la Catedral de Santa Eulàlia (mitjan segle IV), la Mercè (1918), Santa Maria del Mar (1923), Santa Maria del Pi (1926), Sant Josep Oriol (1935), Sant Just i Sant Pastor (1948), el Temple Expiatori del Sagrat Cor del Tibidabo (1961), la Concepció (2009) i el Temple Expiatori de la Sagrada Família, convertit en basílica menor el 7 de novembre de 2010 coincidint amb la dedicació feta pel papa Benet XVI.
A la resta de Catalunya hi ha 23 basíliques, d'entre les quals les catedrals són les de Girona, Lleida, Tarragona, Terrassa, Tortosa, Sant Feliu de Llobregat, La Seu d'Urgell, Solsona i Vic. A aquest conjunt també s'hi pot afegir la Seu Vella de Lleida i la Seu d'Ègara. La resta de basíliques menors són: Sant Crist de Balaguer, Santa Maria de Castelló d'Empúries, Santa Maria d'Igualada, Santa Maria de Manresa, Santa Maria de Mataró, Santa Maria de Montserrat, Santa Maria de Vilafranca del Penedès, l'Església de Sant Feliu de Girona, Santa Maria de Poblet, Santuari de Núria (des del 2014), Santa Maria de Valldeflors de Tremp, i Sant Esteve d'Olot.

### Basíliques del País Valencià
A la ciutat de València hi ha quatre basíliques: la Catedral de Santa Maria, la Mare de Déu dels Desemparats, Sant Vicent Ferrer i la Basílica del sagrat cor de Jesús (la Companyia).
A la resta del País Valencià hi ha 10 basíliques: les catedrals d'Oriola i Sogorb, Sant Jaume d'Algemesí, Nostra Senyora del Socors d'Asp, la Mare de Déu del Lledó a Castelló de la Plana, Santa Maria d'Elx, Santa Maria de Morella, Sant Pasqual de Vila-real, Santa Maria de Xàtiva, El Salvador a Borriana i la Puríssima Concepció i Sant Pere Apòstol a Benissa.

### Basíliques de les Illes Balears
A les Balears hi ha sis basíliques, la Catedral de Mallorca, la Basílica de Sant Francesc, i l'última creada, la de Sant Miquel. També ostenta aquest títol la del Santuari de Lluc. A Eivissa la Catedral d'Eivissa, i a Menorca la Catedral de Menorca, a Ciutadella de Menorca.

### Basíliques del Principat d'Andorra
Al Principat d'Andorra, el santuari de Meritxell té, des del 2014, la categoria de basílica menor.

### Basíliques de la Catalunya Nord
La Catalunya Nord compta amb la catedral de Sant Joan de Perpinyà considerada basílica.

### Basíliques de la Franja de Ponent
La Franja de Ponent compta amb la catedral de Sant Vicent màrtir a Roda de Ribagorça, la qual fou seu del bisbat homònim fins al 1149.

### Basíliques a l'Alguer
La ciutat de l'Alguer compta amb la catedral de Santa Maria Immaculada, amb la categoria de basílica menor